# Пережир (Пуховичский район)
Пережир (бел. Пярэ́жыр) — деревня в Пуховичском районе Минской области Республики Беларусь. Административный центр Пережирского сельсовета.

## География
Расположена в 45 км на северо-запад от Марьиной Горки, 1 км от железнодорожного остановочного пункта Седча на линии Минск—Осиповичи.

### Гидрография
Около реки Свислочь.

## История

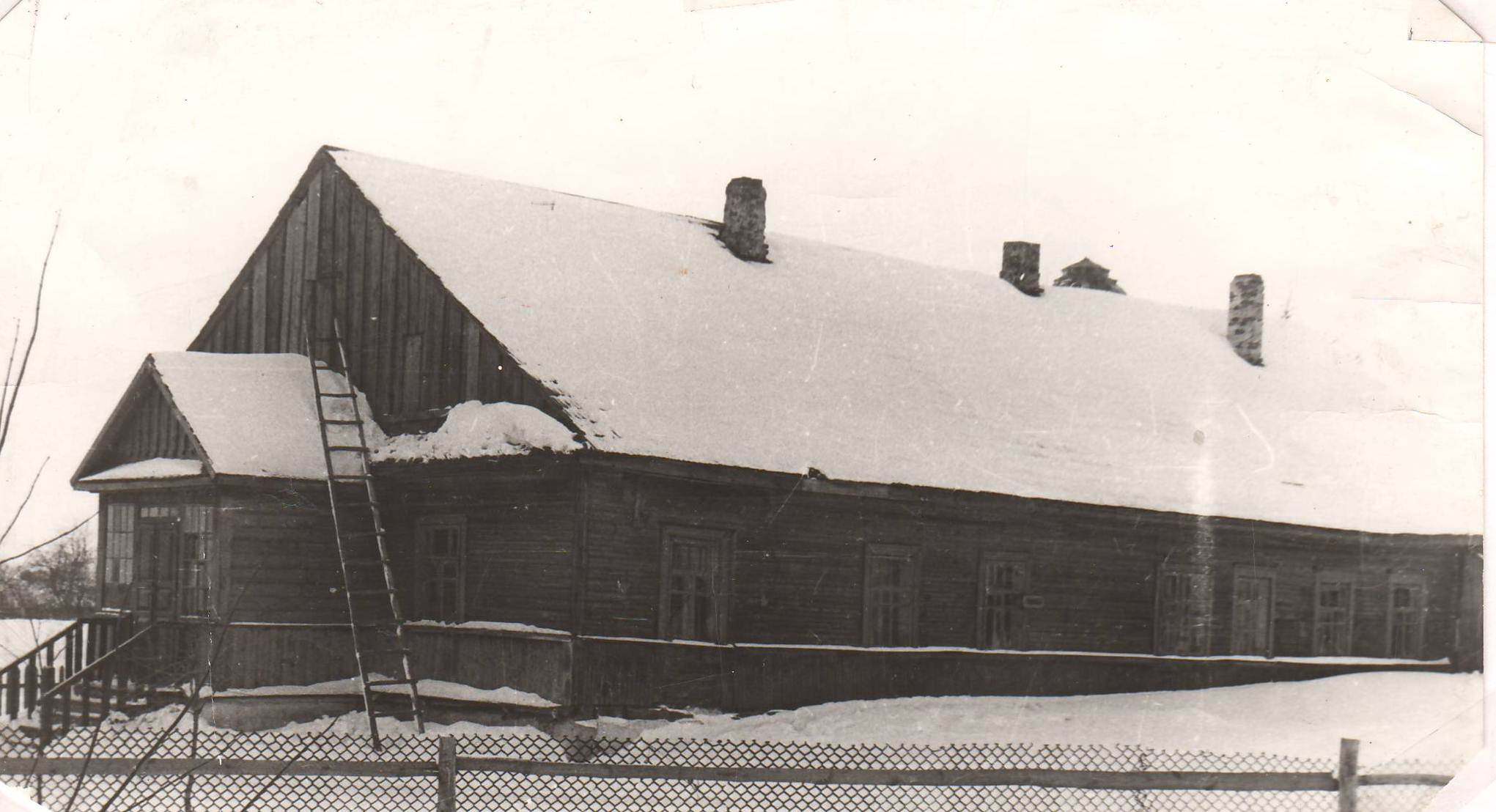
Пережирская средняя школа, 1930 г.

### Великое Княжество Литовское
В первой половине XV века принадлежала Судивою Валимонтовичу. В конце XVI века в Минском уезде Великого Княжества Литовского.

### В составе Российской империи
В 1793 году в результате второго раздела Речи Посполитой деревня отошла к Российской империи. В XIX — начало XX в. село, центр Пережирской волости Игуменского уезда Минской губернии. 

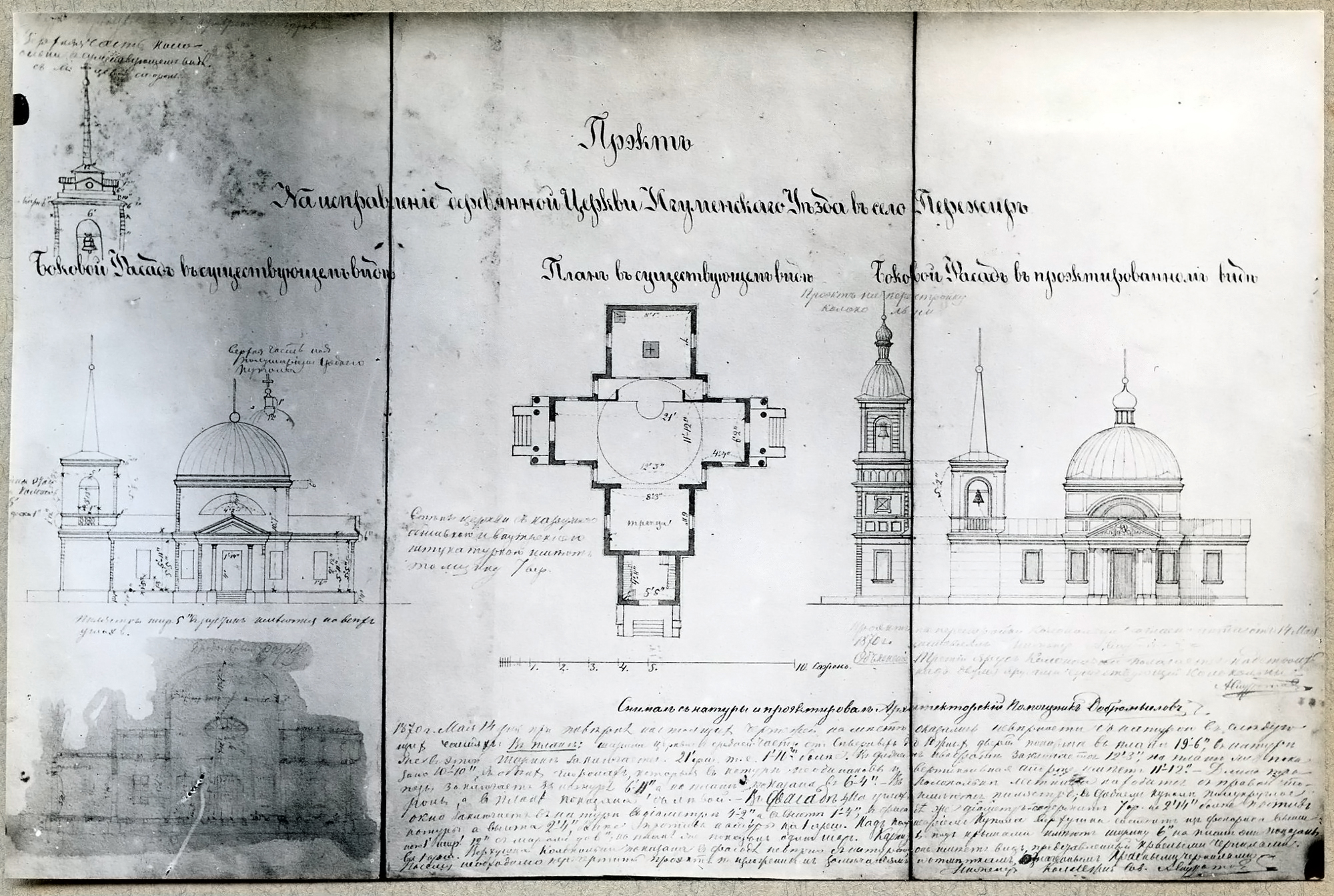
Церковь, московский проект строительства, 1870 г.

На 1886 год в селе работали волостное правление, православная церковь, часовня, народное училище, винокуренный завод и мельница.

### Настоящее время
В 1909 году в Игуменском уезде Пережирской волости Минской губернии.
В Первую мировую войну в феврале — декабре 1918 года была под оккупацией войск кайзеровской Германии.
25 марта 1918 года согласно Третьей Уставной грамоте деревня провозглашена частью Белорусской Народной Республики. С 1 января 1919 года в соответствии с постановлением I съезда КП(б) Беларуси деревня вошла в состав БССР.
В августе 1919 — июле 1920 годов деревня находилась под польской властью.
С 20 августа 1924 года центр сельсовета. В 1927 году организована торфяная артель. В 1929 году — колхоз «Победа». Во время Второй мировой войны с конца июня 1941 года до 4 июля 1944 года оккупирована немецкими войсками. Было загублено более 30 жителей.

## Население

### Численность
- 2009 год — 492 жителей

### Динамика
- 1886 год — 100 дворов, 750 жителей
- Начало XX века — 164 дворов, 1561 жителей. Рядом с селом располагался железнодорожный разъезд Пережир — 3 хозяйства, 56 жителей (1906 год / 1909 год)[2].
- 1917 год — 186 дворов, 1020 жителей
- 2001 год — 435 жителей, 191 дворов
- 2002 год — 193 дворов, 445 жителей
- 2009 год — 492 жителей (перепись населения)[2]

## Социальная сфера

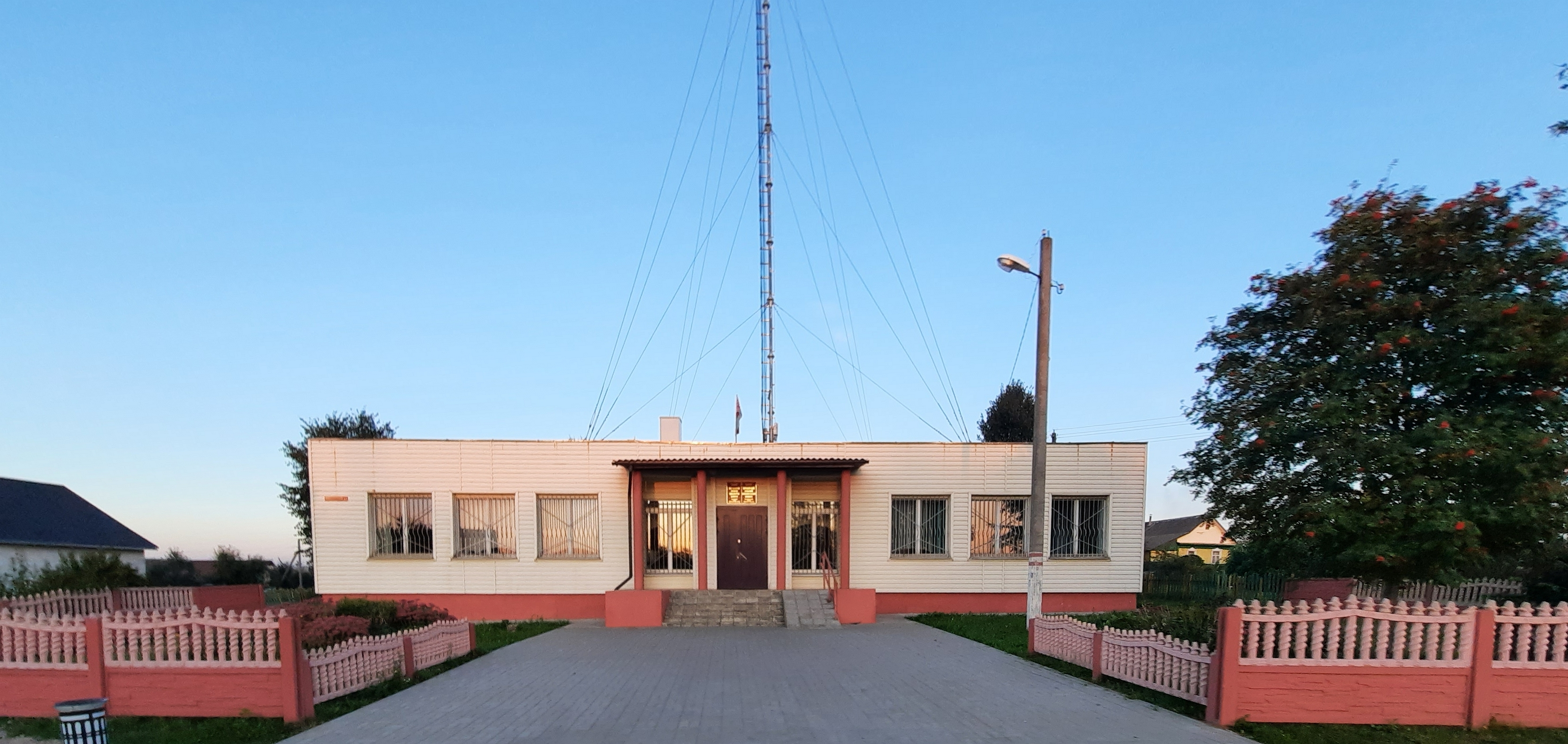
Здание сельисполкома

### Образование

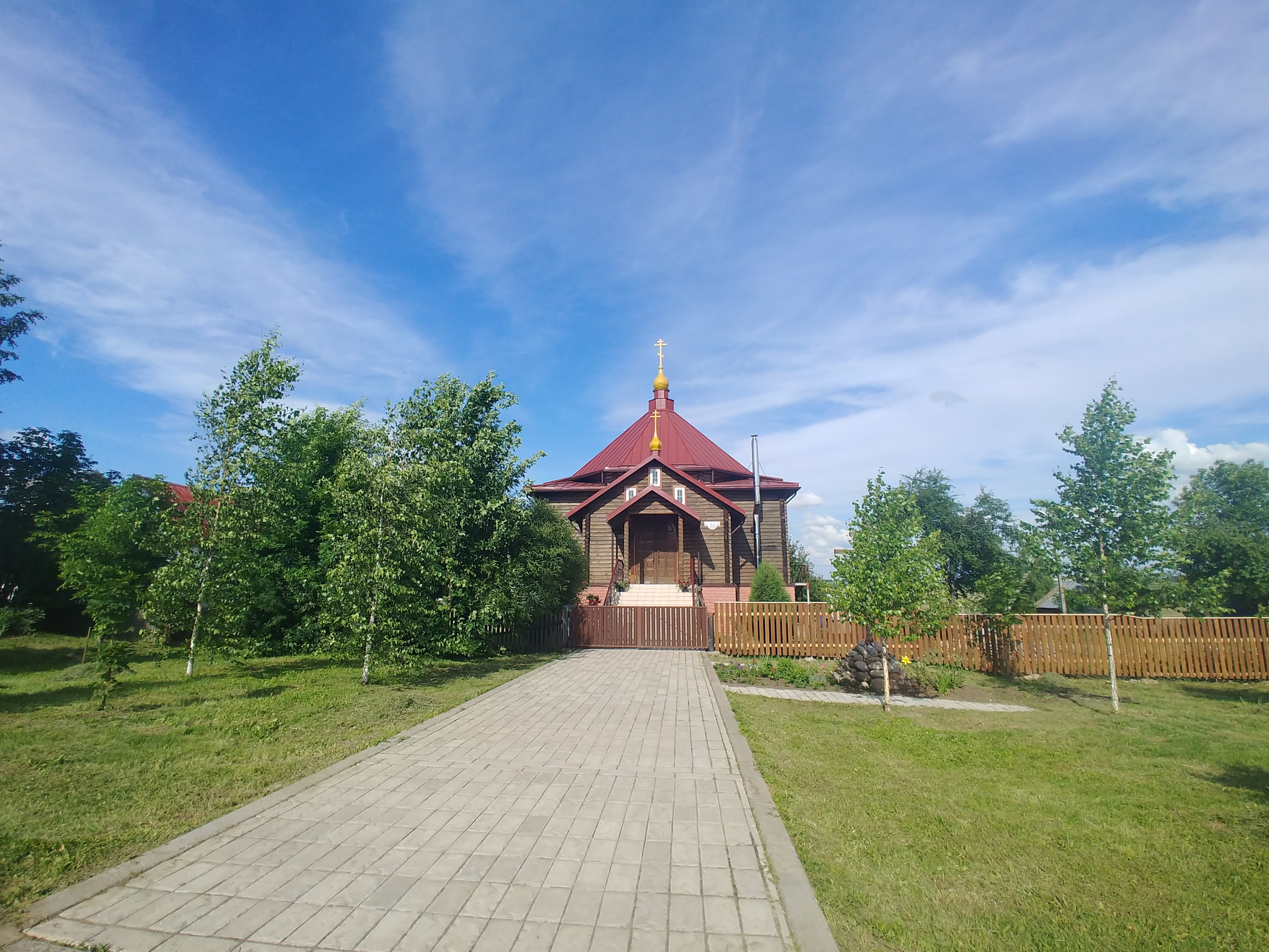

- Пережирская средняя школа имени А. Е. Гуриновича[3].

### Охрана здоровья
- Амбулатория

## Культура
- Дом культуры
- Музей имени Анатолия Гуриновича. Музей истории расположен в Пережирской средней школе.

## Достопримечательность
- Братская могила —  Историко-культурная ценность Республики Беларусь, шифр 613Д000524.
- Церковь Святителя Николая Чудодея.

### Утраченное наследие
- Церковь Святого Николая (1842). Была построена из дерева на месте старой церкви. В 1879 году церковь имела 23 дес. пахота, 10 — сенокосу, 5 дес. приусадебной земли, более 1,6 тыс. прихожан, при церкви было попечительство.

## Известные лица
- Бегун, Георгий Захарович (1922—1987) — белорусский журналист, фотограф. Участник Великой Отечественной войны.